# Rhododendron maoerense
Rhododendron maoerense är en ljungväxtart som beskrevs av Ding Fang och Q.Z. Li. Rhododendron maoerense ingår i släktet rododendron, och familjen ljungväxter. Inga underarter finns listade i Catalogue of Life.